# The Crybaby
The Crybaby è il dodicesimo album dei Melvins, pubblicato nel 2000 dalla Ipecac Recordings. L'album è il terzo di una trilogia composta anche dai precedenti The Maggot (1999) e The Bootlicker (1999). La trilogia verrà stampata su vinile nel 2000, con il titolo The Trilogy Vinyl. Sulla versione CD dell'album possiamo ascoltare dopo l'ultimo pezzo un accenno di amazon, il primo pezzo di The Maggot. Nella versione di The Trilogy Vinyl troviamo una versione differente di Divorced, mentre vengono omessi i pezzi Dry Drunk, Okie From Muskogee, The Man With The Laughing Hand Is Dead e Moon Pie. Tra gli ospiti troviamo i Tool al completo (Divorced), Mike Patton (G.I. Joe), Leif Garrett (Smells Like Teen Spirit), ed Henry Bogdan degli Helmet (Ramblin' Man e Okie From Muskogee).

## Formazione

### Gruppo
- Buzz Osborne - voce, chitarra, basso, noise
- Kevin Rutmanis - basso, armonica a bocca, voce, chitarra
- Dale Crover - batteria, chitarra, voce, noise

### Altri musicisti
- Leif Garrett - voce sulla traccia 1
- David Yow - voce sulle tracce 2 e 8
- Hank Williams III - chitarra e voce sulla traccia 3, voce sulla traccia 9
- Henry Bogdan - chitarra sulle tracce 3 e 9
- Mike Patton - voce, sampler, chitarra e percussioni sulla traccia 4
- J. G. Thirlwell - voce e sampler sulla traccia 5
- Eric Sanko - chitarra e voce sulla traccia 6
- Rick Lee -  trash e sampler sulla traccia 6
- Amanda Ferguson - voce sulla traccia 6
- Bruce Bromberg - chitarra sulla traccia 6
- Adam Jones - chitarra sulla traccia 7
- Justin Chancellor - basso sulla traccia 7
- Danny Carey - batteria sulla traccia 7
- Maynard James Keenan - voce sulla traccia 7
- Godzik Pink - esegue Interlude sulla traccia 8
- Bliss Blood - voce, wurlitzer, sitar, e sampler sulla traccia 10
- Kevin Sharp - voce e sampler sulla traccia 11

## Tracce
1. Smells Like Teen Spirit (Nirvana) - 5:01
2. Blockbuster (The Jesus Lizard) - 3:09
3. Ramblin' Man (Hank Williams) - 3:14
4. G.I. Joe (Patton/Rutmanis) - 3:59
5. Mine Is No Disgrace (Osborne/Thirlwell) - 8:21
6. Spineless (Skeleton Key) - 4:01
7. Divorced (Crover/Melvins) - 14:42
8. Dry Drunk" (Osborne/Yow) - 4:03
9. Okie From Muskogee (Merle Haggard) - 2:10
10. The Man With The Laughing Hand Is Dead (Osborne/Blood) - 11:26
11. Moon Pie (Osborne/Sharp) - 12:44